# Vasili Vladimirovitsj Petrov
Vasili Vladimirovitsj Petrov (Russisch: Васи́лий Влади́мирович Петро́в). (Obojan, 19 juli 1761 (Gregoriaanse kalender) - Sint-Petersburg 3 augustus 1834), was een Russisch fysicus, gespecialiseerd in experimenteel onderzoek. Hij was een autodidact-elektricien, benoemd tot lid van de Russische Academie van Wetenschappen in Sint-Petersburg in 1809, waar hij al sinds 1802 de status van corresponderend Academielid had.

## Biografie
Vasili Petrov werd geboren in een gezin, waar de vader priester binnen de Russisch-Orthodoxe Kerk was. De jonge Petrov voltooide zijn middelbareschoolopleiding in Charkov en studeerde daarna op de lerarenopleiding van Sint-Petersburg.

#### Begin van carrière
In 1788 kreeg Petrov een positie als leraar wiskunde en natuurkunde aan het college voor de mijnindustrie in Barnaoel. In 1791 werd hij overgeplaatst naar Sint-Petersburg om daar les te geven in wiskunde en Russisch aan een militair college voor ingenieurswetenschappen behorend bij het Izmajlovski-regiment.
In 1793 werd Petrov uitgenodigd om aan het Medische Academie voor chirurgie van Sint-Petersburg wiskunde en natuurkunde te doceren, een opleiding die deel was van het militaire ziekenhuis.
In 1795, in het kader van zijn werk aan het Medische Academie voor chirurgie werd hij benoemd tot buitengewoon hoogleraar. In de jaren die volgden, bouwde hij, zeker voor die tijd, een indrukwekkend goed uitgerust laboratorium op met geavanceerde apparatuur, dat vooral afkomstig was uit een verzameling van onderzoeksinstrumenten van de koopman Boetoerlin uit Moskou.

#### Belangrijke publicaties
Zijn eerste officiële publicatie verscheen in 1801, 'Een collectie natuur- en scheikunde experimenten en observaties'. Het merendeel van de beschreven experimenten hadden het verbrandingsproces als focus, en de testresultaten spraken de toen populaire Flogistontheorie tegen.
Ook zijn artikelen over het afgeven van fosforescerend licht in de wereld van dieren en mineralen genieten nog altijd in historische en wetenschappelijke belangstelling.
Petrov kreeg dankzij zijn eerste wetenschappelijke publicatie de titel van gewoon hoogleraar. De ontdekking van galvanisch element en voltstroom, stimuleerden Russische geleerden om zelf een serie van onafhankelijke experimenten uit te voeren. In een publicatie die in 1803 in Sint-Petersburg verscheen, wordt verslag gedaan van deze wetenschappelijke proeven met stroom afkomstig van een elektrochemische stroombron..
De meest opvallende resultaten van deze experimenten zijn terug te vinden in de beschrijvingen van elektrolytische oxidatie van metalen (kwik, lood en tin), van plantaardige olie, alcohol, water; ook het produceren van elektrisch licht en witte vlammen tussen twee stukken houtskool.

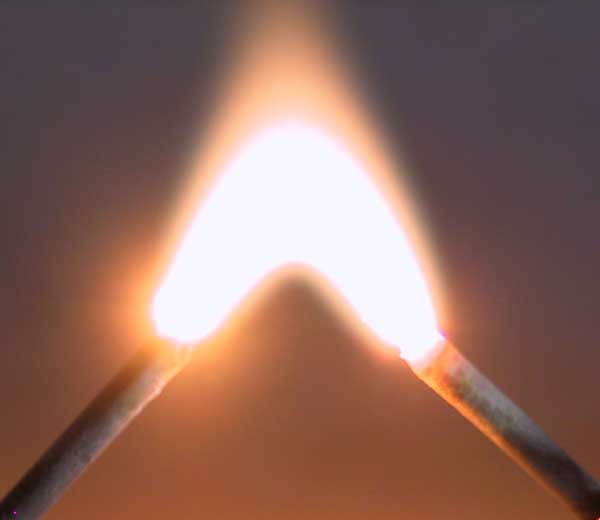
Vlamboog tussen twee nagels

In 1802 had Petrov een van zijn meest bijzondere successen met de ontdekking van de vlamboog, ook wel elektrische boog genoemd. Hij leverde aantoonbaar bewijs dat dit praktisch toegepast kon worden bij het smelten en lassen van metalen, en bij desoxidatie van metalen uit erts en als lichtbron. In 1802 bouwde Petrov een enorme galvanische batterij, de meest krachtige zuil van Volta ooit, die uit 4200 koperen en zinken schijven bestond, die een elektromotorische kracht van ongeveer 1700 volt kon opwekken. Hij onderzocht de eigenschappen van deze batterij als stroombron en toonde aan dat de werking van de batterij te danken was aan het elektrochemisch proces tussen metaal en elektrolyt.
In 1804 kwam Petrov met zijn derde grote publicatie Nieuwe experimenten met elektrische stroom dat in het teken stond van onderzoek naar elektriciteit door wrijving opgewekt. Al deze wetenschappelijke publicaties maakten Petrov tot een van de meest prominente Russische wetenschappers van de 19de eeuw.
In 1803 werd hij benoemd tot lid van de Russische Academie van Wetenschappen. Heel veel werk van de hand van Petrov op het gebied van natuurkundig, scheikundig en meteorologisch onderzoek is verschenen in de publicaties van de Russische Academie van Wetenschappen in Sint Petersburg.
Onder de redactie van Petrov werd in 1807 een vertaling uitgegeven van een Duits studieboek ‘De Fundamenten van Natuurkunde’ van de fysicus Schrader voor gebruik op het gymnasium. Dit tekstboek werd tot aan het begin van de dertiger jaren van de negentiende eeuw in het onderwijs gebruikt. Naar het oordeel van zijn tijdgenoten gaf Petrov geweldige hoorcolleges en was hij een begiftigd leider.

#### Onderzoek naar sneeuwkristallen
Petrov was ook een van de eerste wetenschappers die zich interesseerde in de fysische eigenschappen van sneeuw. Aan hem mag de ontdekking van de sublimatie van sneeuw toegeschreven worden en ook hoe de proefondervindelijke wetten van de sublimatie van sneeuw en ijs geformuleerd werden.
Vrijwel tegelijkertijd met Petrov, interesseerde zich ook de Japanse wetenschapper Doi Toshitsura zich in de eigenschappen van sneeuw. Met uiterste nauwgezetheid maakte hij schetsen van sneeuwkristallen zoals hij ze onder de microscoop observeerde.
Later in de twintigste eeuw, kwam de Japanse kernfysicus Ukichiro Nakaya met een classificatie van sneeuwkristallen, waarbij hij had onderzocht in welke mate de enorme diversiteit van ijskristallen wordt beïnvloed door temperatuur en relatieve luchtvochtigheid. Dit werk werd gepubliceerd in 1954 en vormde de basis van een internationale classificatie van sneeuwkristallen.

#### Slot werkzaam leven
Naast zijn werk als docent aan het Medische Academie voor chirurgie, onderwees Petrov ook jarenlang natuurkunde en wiskunde aan de Kunstacademie en ook nog aan de militaire academie in Sint-Petersburg. Na 40 jaar trouwe dienst aan het Medische Academie voor chirurgie, in februari 1833 werd Petrov ‘tegen alle verwachtingen in’ met pensioen gestuurd met een toelage van 5000 roebel per jaar.

## Nagedachtenis
Na de dood van Petrov, had de algemene vergadering van de Academie een plan goedgekeurd om de nagedachtenis van Petrov te eren met een standbeeld bij zijn graf vanwege zijn jarenlange inzet als docent en zijn wetenschappelijke verdiensten. Maar dit besluit raakte in de vergetelheid.
Pas in 1892, tijdens de inrichting van het stroomvoorzieningsgebouw van de Keizerlijke Militaire-Medische Academie, werd met Keizerlijke toestemming besloten, dat alle gebouwen die in dienst stonden van de elektriciteitsvoorziening opgedragen werden aan de nagedachtenis van Vasili Petrov. Ter ere van deze gelegenheid werd er een marmeren plaat met een toepasselijke inscriptie bevestigd in de machinekamer van het complex.
Ook is het plein in het centrum van de geboortestad Obojan naar hem vernoemd.